# Яковлева, Светлана Витальевна
Светлана Витальевна Яковлева (род. 10 октября 1962, Малая Вишера, Новгородская область) — советская спортсменка по современному пятиборью. Заслуженный мастер спорта СССР по современному пятиборью. Мастер спорта СССР по плаванию. Член сборной команды СССР по плаванию (1978—1981). Входила в состав сборной команды СССР по современному пятиборью (1982—1988). Первая советская чемпионка мира в современном пятиборье среди женщин в личном первенстве (1984). 
Первая чемпионка Вооруженных Сил СССР в современном пятиборье среди женщин (1984).
Победитель Первых Всесоюзных соревнований в СССР по современному пятиборью среди женщин (1984).
В 1986 году после чемпионата мира в Италии была дисквалифицирована вместе с Татьяной Чернецкой на 30 месяцев за употребление допинга. Женская сборная СССР была лишена золотых медалей и звания чемпиона мира в командном первенстве.

## Спортивные звания
- Мастер спорта СССР по плаванию (присвоено 20 мая 1977 года, удостоверение № 129191).
- Мастер спорта СССР по современному пятиборью (присвоено 28 декабря 1981 года, удостоверение № 181758).
- Мастер спорта СССР международного класса (присвоено 29 декабря 1984 года, удостоверение № 9365).
- Заслуженный мастер спорта СССР (присвоено 2 февраля 1992 года, удостоверение № 4409).

## Достижения
- Чемпионка мира 1984 (Дания, Копенгаген) (личное и командное первенство).
- Серебряный призёр чемпионата мира 1985 (Канада, Монреаль) (командное первенство).
- Серебряный призёр Игр доброй воли 1986 (Москва) в командном зачете.
- Чемпион Вооруженных Сил СССР (1984, 1985, 1986).
- Победитель Всесоюзных соревнований по современному пятиборью 1984.
- Медаль «80 лет Госкомспорту России» (31.12.2003).
- знаком «Ветеран спорта ЦСКА» (удостоверение № 044).
- Медаль «За трудовую доблесть» (2011 год).